# داویده سینیگاگلیا
داویده سینیگاگلیا (انگلیسی: Davide Sinigaglia؛ زادهٔ ۲۹ ژوئیهٔ ۱۹۸۱) بازیکن فوتبال اهل ایتالیا است.
از باشگاه‌هایی که در آن بازی کرده‌است می‌توان به باشگاه فوتبال پارما، باشگاه فوتبال آتالانتا، باشگاه فوتبال نووارا، باشگاه فوتبال اینتر میلان، باشگاه فوتبال ویرتوس لانچانو، باشگاه فوتبال آ. ث. لومتزانه، باشگاه فوتبال جنوآ، باشگاه فوتبال اتلتیکو آرتزو، باشگاه فوتبال پیستویزه، باشگاه فوتبال پادوا، باشگاه فوتبال مونتسا، باشگاه فوتبال رجانا، باشگاه فوتبال چزنا، و باشگاه فوتبال ترنانا اشاره کرد.
وی همچنین در تیم‌های ملی فوتبال زیر ۱۶ سال ایتالیا، زیر ۱۷ سال ایتالیا، و زیر ۱۹ سال ایتالیا بازی کرده‌است.